# 2545 Verbiest
A 2545 Verbiest (ideiglenes jelöléssel 1933 BB) a Naprendszer kisbolygóövében található aszteroida. Eugene Joseph Delporte fedezte fel 1933. január 26-án.